# Stars and Stripes (EP)
Stars and Stripes è il secondo EP del gruppo musicale statunitense SOJA, uscito nel 2008.

## Tracce
1. Stars & Stripes – 5:27
2. To Whom It May Concern – 5:32
3. Bleed Through – 5:42
4. You Don't Know Me – 6:11
5. Revolution – 6:14
6. Be Aware – 3:41